# جون واتسون (سياسي بريطاني)
جون واتسون (بالإنجليزية: John Watson)‏ هو سياسي بريطاني، ولد في 21 فبراير 1943. حزبياً، نشط في حزب المحافظين. في الانتخابات العامة للمملكة المتحدة 1979 ‏، انتخب عضو البرلمان الثامن والأربعون للمملكة المتحدة عن دائرة Skipton (UK Parliament constituency) ‏ خلال فترته النيابية ‏ (3 مايو 1979 – 13 مايو 1983) وفي الانتخابات العمومية للمملكة المتحدة 1983 ‏، انتخب عضو البرلمان التاسع والأربعون للمملكة المتحدة عن دائرة سكيبتون وريبون خلال فترته النيابية ‏ (9 يونيو 1983 – 18 مايو 1987).